# 聖伯多祿大殿
聖伯多祿大殿（拉丁語：Basilica Sancti Petri），又稱聖彼得大教堂，是位於梵蒂岡的天主教會宗座聖殿，建於1506年至1626年，為天主教會的重要象徵之一。作為最傑出的文艺复兴建筑和世界上最大的教堂，其佔地23,000平方米，可容納超過六萬人，教堂中央是直徑42米的穹窿，頂高約138米，教堂前方則為聖伯多祿廣場、以及屬於羅馬市轄域的協和大道。義大利文藝復興時期的多位建築師與藝術家多納托·伯拉孟特、拉斐爾、米開朗基羅和小安东尼奥·达·桑加罗等都曾參與聖伯多祿大殿的設計。聖伯多祿廣場的設計人是吉安·洛倫佐·貝尼尼。堂內保存有歐洲文藝復興時期許多藝術家如米開朗基羅、拉斐爾等的壁畫與雕刻。
根據天主教會聖傳，聖伯多祿大殿是宗徒之長聖伯多祿的安葬地點，歷任教宗也大都安葬於此。聖伯多祿大殿與基督教歷史上許多事件都有很強的關聯，包括早期教會、教宗國建立、宗教改革、天主教改革運動、梵二大公會議等。雖然羅馬主教（即教宗）的主教座堂是位於羅馬市內的拉特朗圣若望大殿，聖伯多祿大殿仍被視為是天主教會最神聖的地點。聖伯多祿大殿由於其禮儀作用，是天主教會著名的朝聖地點之一。教宗每年會在此舉行多個儀式，包括教堂內外的人數，每次約有一萬五千人到八萬人參與。

## 概述
聖伯多祿大殿是罗马的四座特级宗座圣殿之一（圣若望拉特朗大殿、圣伯多禄大殿、圣母大殿和城外圣保禄大殿），位於梵蒂岡城台伯河以西，靠近賈尼科洛山和聖天使城堡的區域。它也是梵蒂冈城中最主要的建筑物。聖伯多祿大殿的穹顶构成罗马城天际线的主要标志。台階上矗立著兩座 5.55公尺（18.2 英尺）高的聖伯多祿和聖保祿的雕像。聖伯多祿大殿常被外界誤解是象徵教宗駐地的「教宗寶座」所在，但教宗寶座其實是在聖若望拉特朗大殿——其為天主教羅馬教區的主教座堂，亦是全世界天主教會教堂的「母堂」。雖然如此，今日許多聖座禮儀與瞻禮還是在聖伯多祿大殿舉行，主要是因為這裡離教宗官邸較近、空間也較大、而且位於擁有獨立主權的梵蒂岡城之內。
聖伯多祿大殿可能是天主教最大的教堂建筑，大教堂呈十字形，佔地23,000平方公尺，容量超过60,000人。在天主教传统中这是最神圣的場所之一，传统上认为这里是聖伯多祿（西滿伯多祿）的安葬地点，他是耶稣的12个宗徒之一，第一任安提約基雅（安提阿）主教、以及第一任教宗（罗马主教）。尽管新约没有提到伯多祿到过罗马，也没有提到他在罗马殉道，古代传统认为他的墓就在祭坛的下面，后来的许多教宗也都安葬于此。目前的聖伯多祿大殿，是兴建在建於4世紀的舊聖伯多祿大殿的基础上，始建于1506年4月18日，完成于1626年11月18日。
與其他教堂相比，採用文藝復興風格設計的聖伯多祿大殿內部空間非常廣大，大教堂呈十字形格局，外部面積為 21,095 平方公尺（227,060 平方英尺），內部面積為 15,160 平方公尺（163,200 平方英尺），以拉丁十字形狀的中殿則由寬闊的走廊所構成，這些過道周圍設有許多小教堂，以順時針方向在大教堂周圍移動，如：洗禮堂，聖母展示教堂，合唱團，各屆教宗的祭壇等設施，內部則設由大理石、浮雕、建築雕塑和鍍金所構成的精緻裝飾。此外教堂葬有大量教宗和其他名人的陵墓，其中有保存認為是傑出的藝術品，包括米开朗基罗的《聖殤》。祭壇華蓋則是由吉安·洛伦佐·贝尼尼所設計。
一位觀察家曾寫道：“聖伯多祿大殿的存在是羅馬至今仍為文明世界中心的原因。出於宗教、歷史和建築，它本身就證明了在羅馬旅行的合理性，其內部裝飾提供了最精美的藝術風格。
美國哲學家拉爾夫·沃爾多·愛默生將聖伯多祿大殿描述為“地球的裝飾品……美的崇高作”。
作為具有歷史和建築意義及梵蒂岡城的組成結構之一，聖伯多祿大殿於 1984 年根據標準(i)、(ii)、(iv)和 (vi)，由聯合國教科文組織列為世界文化遺產名錄，截至 2016 年，其圓頂的頂部高度為 448.1 英尺（136.6公尺），為羅馬第二高的建築物。同時仍保持著世界最高圓頂的稱號。

## 历史

### 聖伯多祿墓地
據正統的《四福音》記載，當耶穌被釘十字架後，他的十二個門徒之一聖伯多祿（或譯伯鐸或彼得）成為門徒中的領導者，開始建立教會，成為早期教會最具有影響力的傳教士之一，天主教傳統普遍認為，伯多祿在任職34年後前往羅馬，並於公元64年10月13日，尼祿皇帝統治期間與聖保祿一同殉道。伯多祿的處決是當時羅馬帝國逼迫基督教的眾多殉難之一。根據按照及耶柔米教會傳統的說法，官府則依照伯多祿的要求將其頭朝下，倒釘在十字架上而死，因為他認為自己不配像耶穌一樣死去，也就是聖伯多祿十字。
聖伯多祿的釘十字架事件發生在當時作為城市主要娛樂場所之一：尼祿馬車競技場的古埃及方尖碑附近，這座方尖碑現在矗立在聖伯多祿廣場，並被尊為伯多祿死亡的“見證人”。同時也是羅馬現存的幾個古老方尖碑之一。
根據傳統，聖伯多祿的遺體後來埋葬後於馬車競技場外的梵蒂岡山上，距離他的死亡地點不到150公尺（490 英尺），幾年後人們在這個地方建造了一座神殿，隨後彼得下葬後的許多年裡，有許多基督徒紛紛選擇葬在聖伯多祿附近。近三百年後，舊圣伯多禄大殿在此地建成。
1939年，教宗庇護十二世在例行整修聖伯多祿大殿的時候，在大教堂地下室發掘出了一個骨灰盒，上面則有「聖伯多祿在此」等幾個希臘字。經由考古學家瑪潔莉塔·瓜爾杜奇檢驗以後發現，骨灰盒的九塊骨頭是一名六十多歲男性留下的，這名男性穿著紫色鑲金邊的壽衣，雖然不能確定這些骨頭就是聖伯多祿的遺骨，但稀有的壽衣則表明該埋葬者的身份非常重要，後在1950年12月23日，庇護十二世在聖誕節前夕前向全世界廣播宣布發現聖伯多祿墓，並在2013年11月24日，由教宗方濟各在聖伯多祿廣場舉行「信德年」的結束彌撒时，首度公開陳列聖伯多祿的遺骨。

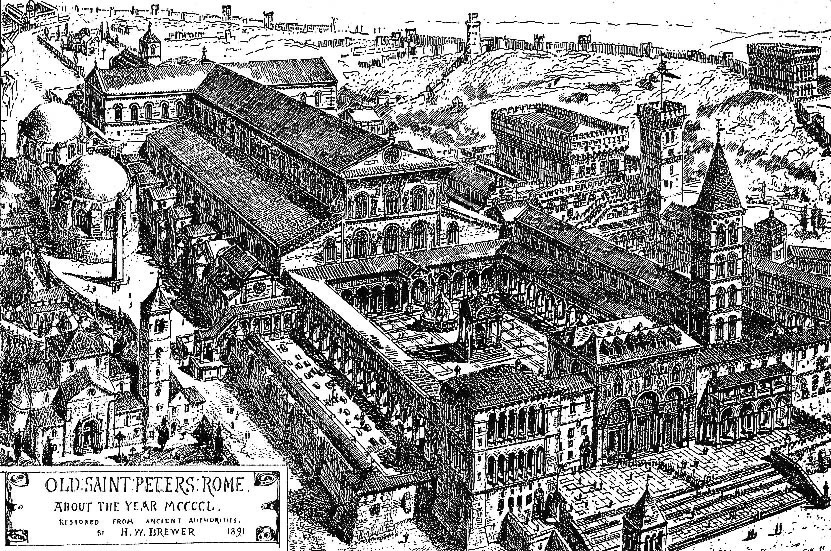
19世纪画的舊圣伯多禄大殿，这大约是1450年的景象。

### 舊圣伯多禄大殿
隨後，舊聖伯多祿大殿於318年至322年間開始建造，並在30年後完工。該建築由君士坦丁大帝资助，历时三十年建成，为拉丁十字形狀的巴西利卡式建筑，長約103.6米，在入口前有一個大的廊柱中庭。一般若認為舊圣伯多禄大殿是在圣伯多禄的墓地上建立，其中有非常多的墳墓和紀念碑，從聖伯多祿一直到十五世紀的教宗。舊圣伯多禄大殿和羅馬早期的教堂一樣，採用如君士坦丁聖殿的典型羅馬聖殿風格，並非古希臘羅馬風格，其中大殿入口位於東邊，後廊在建築物的西邊，後來的圣伯多禄大殿也幾乎維持了這様的特徵。而在新的圣伯多禄大殿落成之後，原建築被稱為舊圣伯多禄大殿，和現在的建築物區別。
西元800年圣诞节，查理大帝在此跪着做礼拜时，突然被教宗良三世加冕，并被其称为“罗马人的皇帝”，成為西羅馬帝國的繼承人和天主教世界的保護者。其後在846年，撒拉森人為得到聖殿的財寶和聖餐儀式器皿破壞聖殿，由於聖殿位於奧勒良城牆外，少了一層保護，而成爲被攻擊的目標。

### 重建計畫
到了15世紀，隨著舊伯多祿大殿的結構日益變舊，亞維農教廷遷回羅馬後，萊昂·巴蒂斯塔·阿伯提和貝爾納多·羅塞利諾提出重修教堂的計畫，維修半圓形後殿，並於在聖殿正面加建多層陽臺。阿尔伯蒂則斷言聖殿有結構問題：
“我注意到聖伯多祿大殿有一個不好的特點：又長又高的牆，沒有足夠結構給予承托，又沒有扶壁支撐；牆壁窗洞又太大；結果風的流動導致牆面被侵蝕；無疑再改動有機會讓建築倒塌。”
教宗儒略二世原本打算保留原有建築，但其後在1505年改變主意，儒略二世决定決定拆除古老的大教堂，以計畫重建圣伯多禄大殿。因爲聖殿對於羅馬教會的歷史有重大意義，當時人民對此計劃有很大反響，最後大殿裏的祭壇得以保留，並放在新聖殿。，並任命多納托·伯拉孟特擔任總設計師；大殿于於1506年4月18日动工，1626年宣布落成，即今日所见之圣伯多禄大殿。
這次修建共由輪替了多位總監督，自一開始的總設計師多納托·伯拉孟特後，在1514年拉斐爾被委任了總監的職位，再之後的1538年為小安东尼奥·达·桑加罗和1547年則是米開朗基羅都陸續挑起這重責大任。最後在1606年，卡洛·馬代爾諾接下了擴建的工作，才在1626年正式完成了這一系列的工程，並正式舉行了祝聖禮。
用於資助建造舊伯多祿大殿的一種方法是給予贖罪券以換取捐款。這種籌款方法的主要推動者是出身於霍亨索伦家族，來自马格德堡及美因茨大主教的阿爾布雷希特，他當時不得以重建計劃來做出貢獻，好清償欠羅馬教廷的債務。為了促進捐款，他還任命了德國道明會修道士若望·特次勒擔任大委事，利用該推銷術而引發一場醜聞。從而致使馬丁·路德推動成為引發宗教改革的導火線之一。

## 建築

多纳托·伯拉孟特的設計圖
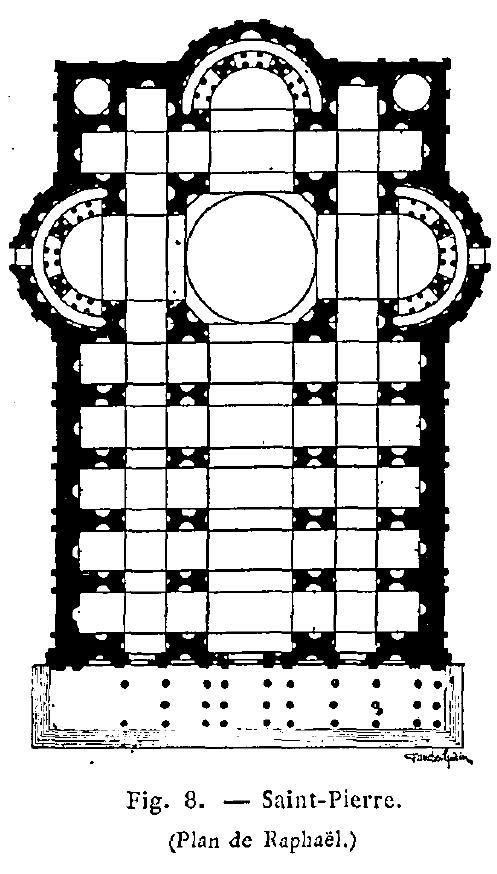
拉斐爾的設計圖
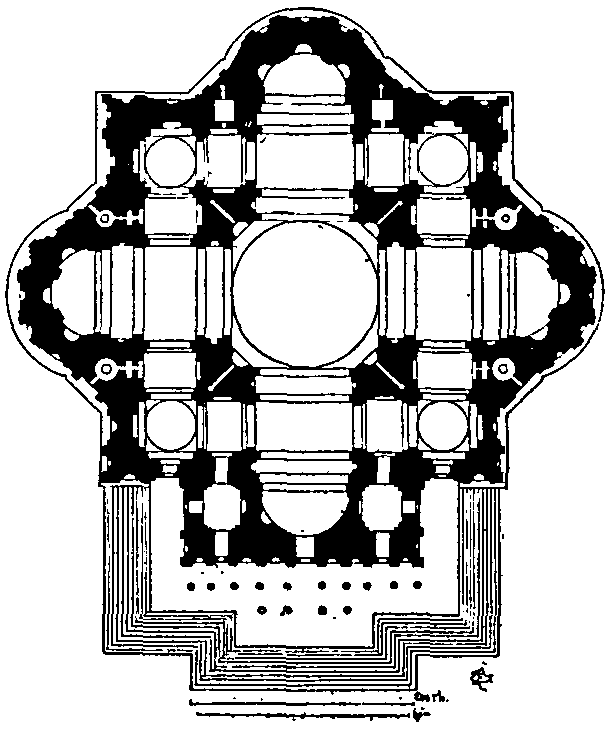
米開朗基羅的設計圖
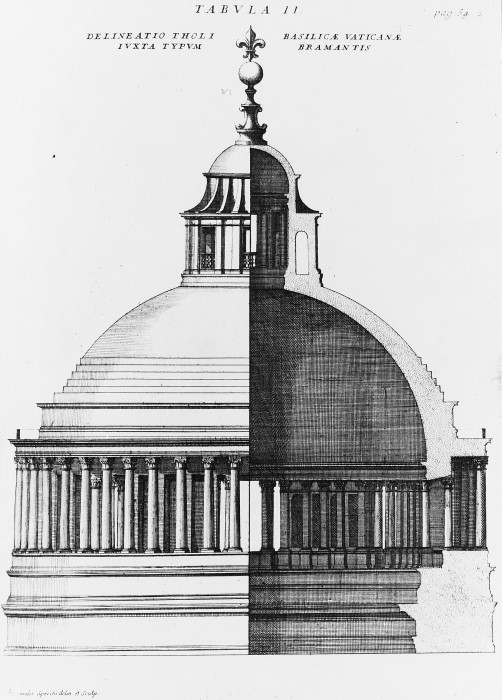
伯拉孟特的圓頂設計圖

### 定稿階段
作為基督教史上最宏偉的建築工程，聖伯多祿大殿的重建工程經過審慎的規劃。其中第一個定稿階段則是選中多纳托·伯拉孟特的設計，該計劃將採用巨大的拉丁十字形式作為格局，其圓頂的靈感則來自古羅馬時期的宗教建築萬神殿。不過伯拉孟特的設計與萬神殿之間的主要區別在於，萬神殿的圓頂是由連續牆所支撐，而新大教堂的圓頂將僅由四個大墩作為支撐。此功能在最終設計中得以保留。此外，伯拉孟特設計的圓頂上方還增設一座天窗燈籠，在形式上則與米開羅佐和布魯內萊斯基在聖母百花聖殿圓頂所規劃的天窗燈籠非常相似。
伯拉孟特曾設想中央穹頂將在對角的軸線上被四個較低的穹頂包圍，聖壇、中殿和耳堂各有兩個以後殿收尾的隔間，而建築的每個角落都立著一座塔樓，整體平為方形撞，後殿突出在基點上。每個後殿都由呈方形，呈半圓形的兩作放射狀扶壁所支撐。
當儒略二世及伯拉孟特分別於1513年和1514年去世後，建築物的計畫暫由朱利亞諾·達·桑迦洛和喬瓦尼·喬康多接手，不過他們都於1515年去世，拉斐爾於1514年8月1日被確認擔當聖伯多祿大殿的新一任建築師。他計劃中的主要變化是增設為五個隔間的中殿，在兩旁的過道上設有一排複雜的教堂。聖壇和耳堂則計劃通過減小塔樓的尺寸，而使外牆的方形格局變得更加明確，不過在1520年，拉斐爾也去世了，他的繼任者巴尔达萨雷·佩鲁齐仍維持拉斐爾所提出三個後殿內部佈置的變化，但在其他方面又恢復了原本伯拉孟特的設計。由於教會和國家資金的困難，最終這項方案沒有進行。1527 年，羅馬被查理五世皇帝洗劫一空。佩魯齊最終於1536年去世。
最終，小安东尼奥·达·桑加罗向教會提交了一份新定稿，該計劃結合了伯拉孟特、拉斐爾和佩魯齊提出的元素，並將建築擴展成具有寬闊立面和門廊的短中殿。他對圓頂結構和裝飾的提議方面則比伯拉孟特複雜得多，並且在外部加入骨拱。同時也將他將圓頂的天窗燈籠重新設計成更加龐大、更加精緻的形式。1547年1月1日，在教宗保祿三世統治期間，70多歲的米開朗基羅被聖座任命接替桑加罗，成為“卡波馬斯特羅”，即聖伯多祿大殿建築的負責人，起初他對這份工作並不滿意。但是在教宗干涉和強壓工作，以及其他接任者朱利奧·羅馬諾的去世和雅各布·桑索維諾拒絕離開威尼的固執造成無法推擔一事感到沮喪，米開朗基羅曾根據接任工作一事寫道：「我這麼做只是出於對天主的愛和對門徒的尊重。」 他堅持認為教廷應該放手讓他以任何他合適的方式，來實現建造建築物的最終目標。

### 米開朗基羅的貢獻
米開朗基羅隨後接管了新建築的工地，在舊大教堂剩餘的中殿後面規劃四座大墩，其規模遠超過了自古羅馬時代以來建造的任何一座大墩結構。他還引用了16世紀一些著名教堂設計的眾多方案作為參考，但米開朗基羅並沒有簡單否定前幾位建築師的概念。相反，他則利用它們提出的元素來製定宏偉的願景。最重要的是，米開朗基羅顧及到伯拉孟特最初設計的基本形式。將新教堂的重新採用拉丁十字的形式進行規劃，正如藝術史學家海倫·加德納所言：“米開朗基羅在不破壞伯拉孟特的計劃下，僅用幾筆就將宛如雪花般複雜的外觀，轉變為巨大的、有凝聚力的統一體。 
當前，聖伯多祿大殿的前正立面是由後來卡洛·馬代爾諾所擴建。聖壇部分到龐大的圓頂則是米開朗基羅的作品，由於中殿的立面遮擋了圓頂，因此僅能從遠處欣賞米開朗基羅的作品，顯而易見的一點是，米開朗基羅大大減少了伯拉孟特的方形平面，和拉斐爾的半圓形投影等明確定義的幾何形式，通過建造巨大比例的外部磚石，並在每個角落填充一處房間或樓梯間，模糊了幾何的定義。所產生的效果則是連續的牆壁表面以不同的角度折疊，令大殿對於通常建築物角落較無變化的直角增加了變化 ，在最終的呈現，大殿外部被巨大的科林斯柱式壁柱所包圍，所有壁柱都以略微不同的角度設置，且與牆壁表面不斷變化的角度保持一致。上方巨大的屋簷呈現連續的帶狀波紋，使整個建築看起來處於種較為壓縮的視覺狀態。

### 圓頂：最終設計
聖伯多祿大殿的圓頂是由單一的外殼構成，底部由一個連續的柱廊所環繞，頂部是一個寺廟狀的天窗燈籠，上面由一顆球和十字架所組成。圓頂從地板到外部十字架的頂部總高度為136.57公尺（448.1 英尺），是當時世界上最高的圓頂。其內部直徑則為41.47公尺（136.1英尺），直徑比君士坦丁堡的阿亚索菲亚（建於 537 年）大多30 英尺（9.1公尺）。

### 對教堂建築的影響
聖伯多祿大殿的設計，尤其是它的圓頂極大地影響了西方基督教世界的教堂建築。羅馬圣安德肋圣殿早在聖伯多祿大殿竣工前由賈科莫·德拉·波爾塔設計，隨後由卡洛·马代尔诺設計。緊隨其後的影響者則包含聖卡洛·艾·卡蒂納里教堂、圣依搦斯殉道堂，倫敦的圣保罗座堂、維也納的聖嘉祿堂、布拉格的聖尼古拉教堂和巴黎先贤祠等者。
至19世紀和早期的20世紀，聖伯多祿大殿的建築元素依然以大或小的程度影響著現代建築，包括芝加哥天神之后堂 、密爾沃基聖若撒法教堂，位於匹茲堡的聖母無玷之心教堂及蒙特婁聖母世界之后聖殿主教座堂，這些建築物的圓頂設計參照著聖伯多祿大殿的結構，至於後現代主義所引用的案例則包括利亨聖母聖殿和雅穆索戈和平之后大殿。

## 聖伯多祿廣場
聖伯多祿大殿的東面是聖伯多祿廣場（義大利語：Piazza San Pietro），亦譯聖彼得廣場，建於1656年至1667年之間，其環繞廣場的柱廊是由吉安·洛伦佐·贝尼尼所設計，貝尼尼對廣場的設計和概念上則使用了巴洛克風格，若伯拉孟特和米開朗基羅的構想為一座“自給自足且孤立”的建築，而貝爾尼尼的構想則是令教廷的建築群達到“與環境融合”的效果。
廣場中央設置了一座古埃及方尖碑，該方尖碑過去佇立於赫里奥波里斯，曾被奧古斯都皇帝移至亞歷山大的朱利安廣場，後在公元37轉移到羅馬，也即是在聖伯多祿的釘十字架事件中，伯多祿受難的「見證者」，方尖碑為25.31公尺（83.0英尺），若包括地基則為40公尺（130英尺），1586年9 月28日，在教宗西斯篤五世的命令下，工程師兼建築師多梅尼科·豐塔納將其從尼祿竞技场（Circo di Nerone）的原址遷至現在的位置，不過這場行動極為困難，固定方尖碑的繩索也因摩擦而開始冒煙，幸運的是，來自聖雷莫的水手貝內迪托·布瑞斯卡立即注意到了問題，並迅速弄濕麻繩成功阻止事故的發生。
舊廣場上的另一個地標，是1613年由保祿五世下令建立的大型噴泉，它被設置在方尖碑的一側，與聖伯多祿大殿形成一條中軸線，貝尼尼的計劃曾使用這條水平軸，以作為他獨特的空間動態，因此在貝尼尼的規劃，則是創建一個分為兩個空間的廣場。距離大教堂最近的廣場為梯形，較遠則是巨大的橢圓形廣場，以達到強行透視的效果。橢圓形廣場周圍的柱廊並沒有完全環繞全部的廣場，而是向外伸出兩條弧線，象徵著“天主教會伸出歡迎其跟隨者”的手臂。方尖碑和噴泉則標誌著橢圓的最寬軸。
在16至20世紀初期，聖伯多祿廣場前仍然是一個布滿了密集複雜的窄街小巷的區域。隨後在1936年到1950年興建的協和大道，則大大拉長聖伯多祿大殿及廣場中軸線的距離，也能令遊客從台伯河能清楚看見聖伯多祿大殿的遠景。

## 文物

### 陵墓和遺跡
聖伯多祿大殿內有超過100座的陵墓，其中許多位於教堂下方的地下室，其中包括91位教宗、安條克的依納爵、神聖羅馬帝國皇帝鄂圖二世和作曲家喬瓦尼·皮耶路易吉·達·帕萊斯特里納。曾受到克萊孟十一世庇護，自英國流亡的威爾斯親王詹姆斯·弗朗西斯·爱德华·斯图亚特，他的妻子瑪麗亞·克蕾門蒂娜·索別斯卡，以及兩個兒子查尔斯·爱德华·斯图亚特和後來擔任教會樞機的亨利·本篤·斯圖亞特被安葬在這裡，其他名人包含瑞典克莉絲汀娜女王，卡諾莎的瑪蒂爾達等人。最近的安葬者是2023年1月5日的教宗本篤十六世。在地下室附近則存有著約4世紀建立的“朱利伊之墓”。

### 藝術品

#### 塔樓和前廳
- 在立面兩側的塔樓中存有兩個時鐘，左邊的時鐘自1931年起採用電動操作，其最古老的鐘可追溯到1288年。
- 大教堂最重要的藝術品之一是鑲嵌在中央外門上方的馬賽克。被稱為“Navicella（英语：Navicella_(mosaic)）”，是喬托·迪·邦多納於1298年製作的大型著名馬賽克，描繪了馬太福音中耶穌水上行走的情景。現存大部分是根據喬托留存的構圖重建的17世紀複製品。
- 在前廳的每一端都有一個騎馬雕像，北面的君士坦丁大帝是貝尼尼於1670年製作，南面的查理曼大帝則是由阿戈斯蒂諾·科納奇尼（英语：Agostino Cornacchini）於18世紀所製作。[41]
- 從前廳到內部的五個入口中，設有三個著名的大門。中央大門為菲拉雷特（英语：Filarete）於1455 年所製作的舊教堂青銅門，後在重建工程經過擴大而保留下來，南門即死者之門，由 20世紀雕塑家曼祖（英语：Giacomo Manzù）設計，其中包括一幅教宗若望二十三世跪在被釘十字架的聖伯多祿雕像前的畫作。最北端的門被稱為聖門，傳統上後面的通道完全用磚牆堵住，只在聖年例如禧年由教宗打開。現在的門是青銅色的，由維科·孔索爾提（英语：Vico Consorti）於1950年設計，費迪南多·馬里內利（英语：Ferdinando Marinelli Artistic Foundry）則在佛羅倫薩負責鑄造。聖門上刻有銘文： and .，安裝的紀念牌匾如下：

1975年的禧年，教宗保祿六世打開和關閉這座宗法梵蒂岡大教堂的聖門。

1976年，在1983年至1984年人類救贖的禧年，若望保祿二世再次打開和關閉由教宗保祿六世關閉和開啟的聖門。

2000年至 2001年，從主的聖言成了血肉開始，若望保祿二世在大禧年再次打開和關閉了聖門。

教宗方濟各在2000年至2001年大禧年，即2015年至2016年慈悲禧年，再次打開和關閉由教宗若望保祿二世打開和關閉的聖門。
當聖門被打開和關閉時，舊的紀念牌匾將被移除以置放新的牌匾。

#### 中殿
- 中殿的第一個大墩上有兩個《聖水鉢》，由一對高2公尺的小天使持有，是由教宗本篤十三世委託阿戈斯蒂諾·科納奇尼（英语：Agostino Cornacchini）和雕塑家弗朗切斯科·莫德拉蒂（Francesco Moderati）於1720年代建造。
- 在中殿碼頭的裝飾壁柱設有浮雕的獎章，象徵了56位教宗，此外中殿壁柱之間的壁龕則描繪39位宗教創始人的雕像。
- 在圓頂的東北處對面有一座“聖伯多祿登基”的雕像，目前被認為是13世紀晚期的雕塑家阿諾爾·迪·坎比奧（英语：Arnolfo di Cambio）的作品，但一些學者認為該雕像可以追溯到5世紀。 不過幾個世紀以來，由於親吻或撫摸雕像具有為朝聖者賜福的效果，使得雕像的一隻腳大部分已磨損了，此外中殿則存有由新古典主義雕塑家安东尼奥·卡诺瓦製作的教宗庇護六世雕像。
- 懺悔區的青銅甕裝有著”披帶壁龕”（“披肩龕”），這是由教宗本篤十四世捐贈，裡面裝著繡有黑色十字架，並用聖艾格尼絲節祝福的羊羔毛編織的白色披帶。
- 在支撐圓頂的四個大墩內的壁龕，放置了與大殿主要聖物相關的超乎尋常的雕像：聖海倫納拿手持真十字架和聖釘，由安德烈亞·博吉（英语：Andrea Bolgi）製作，聖朗基努斯手持著刺穿耶穌的圣枪，由貝尼尼於1639年製作； 聖安得烈與聖安德魯十字架和聖韋洛尼加（英语：Saint Veronica）手拿帶有耶穌面孔圖像的面紗的雕像，則分別由弗朗索瓦·杜克诺伊（英语：Francois Duquesnoy）和弗朗切斯科·莫奇（英语：Francesco Mochi）所著。

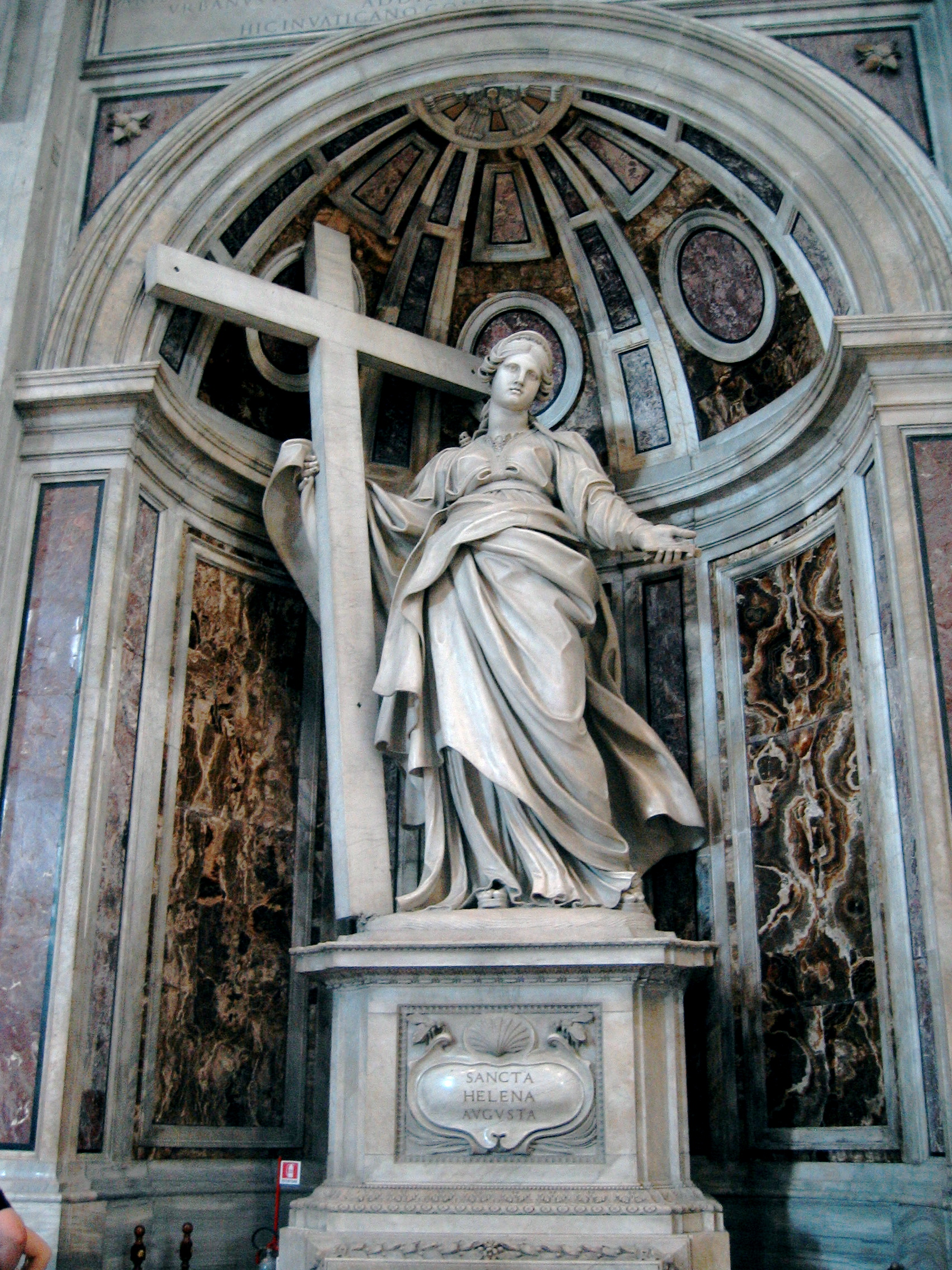
《聖海倫納》 安德烈亞·博吉
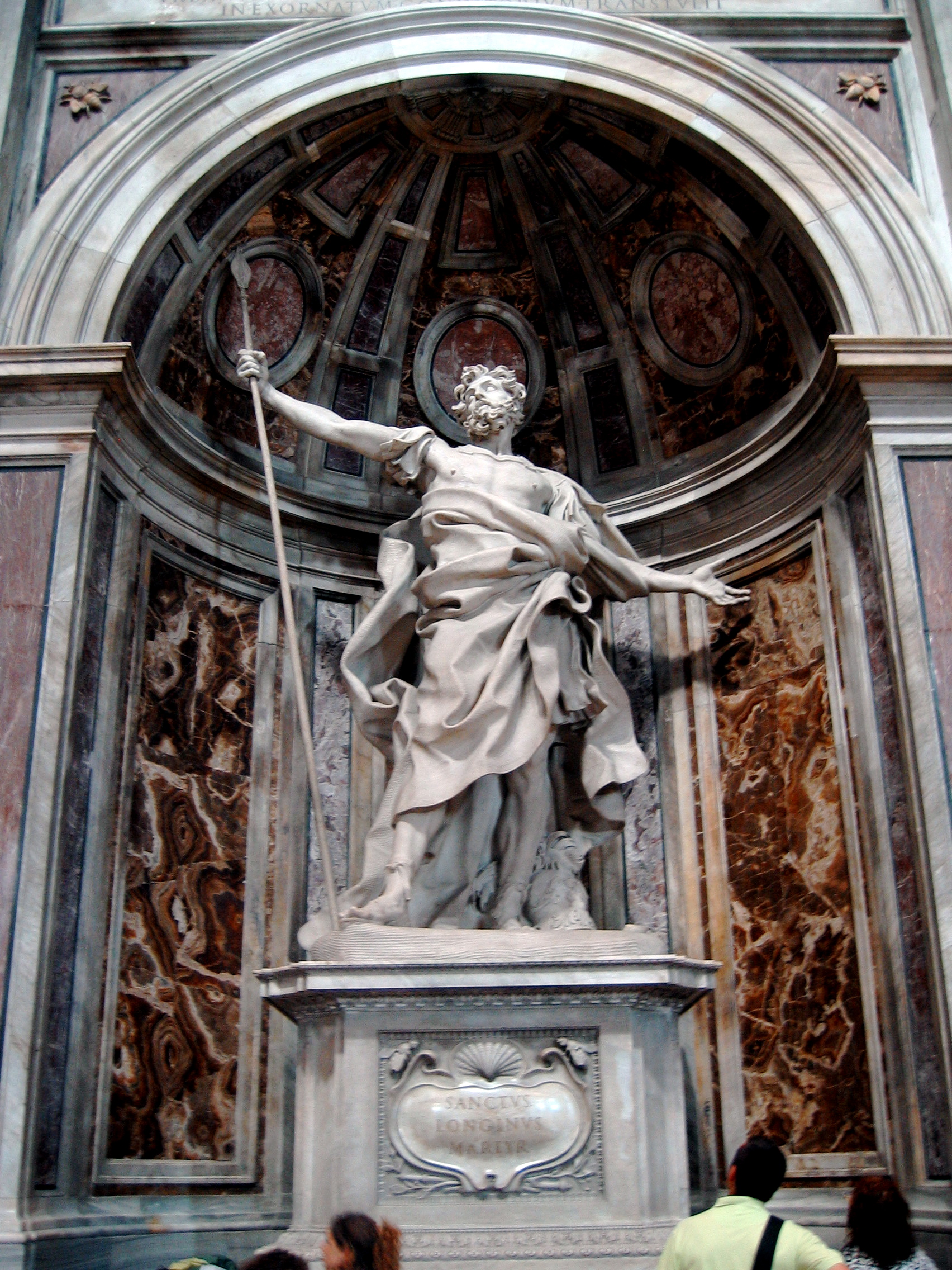
《聖朗基努斯》 吉安·洛倫佐·貝尼尼
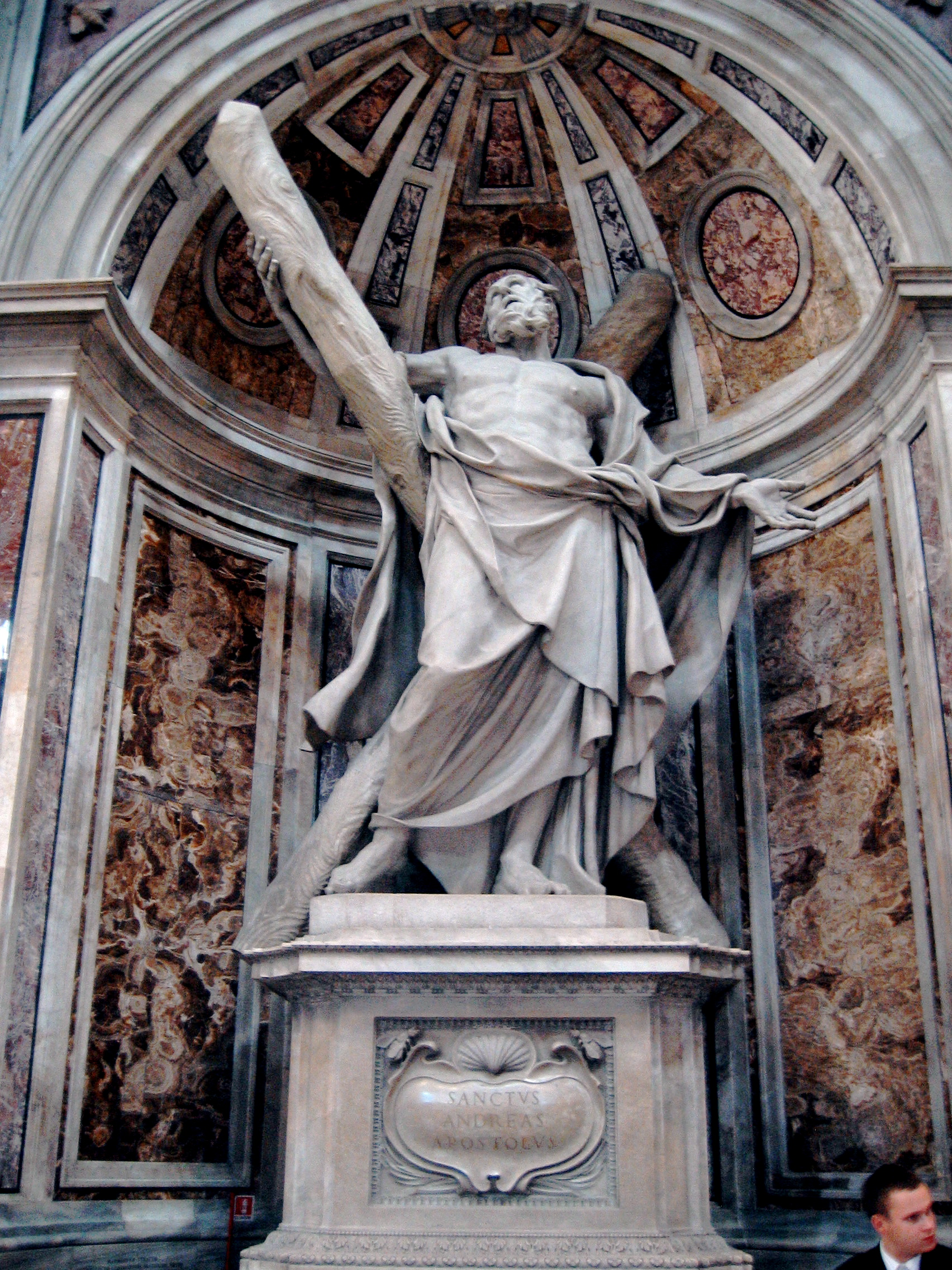
《聖安得烈》 弗朗索瓦·杜克诺伊
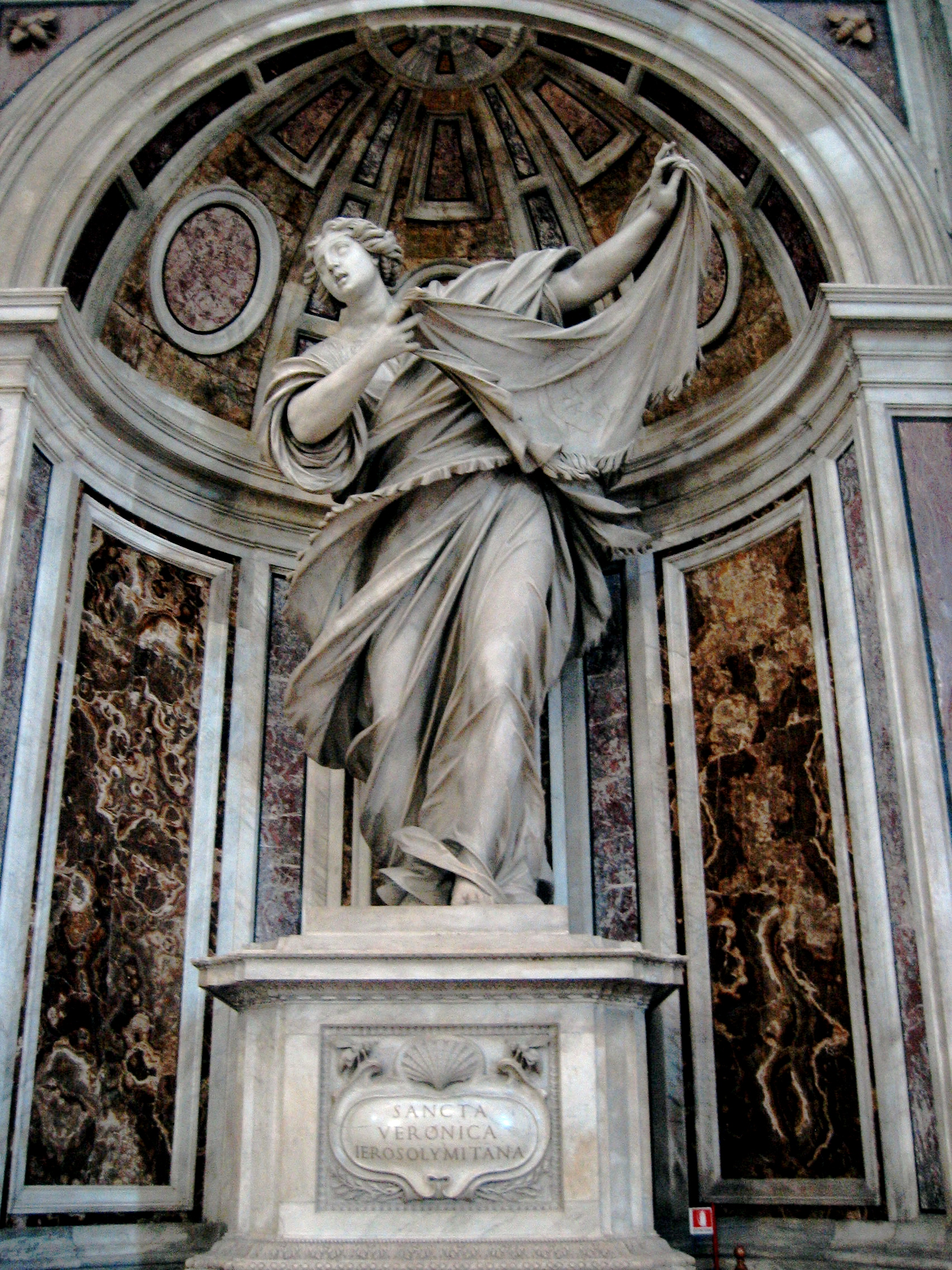
《聖韋洛尼加》 弗朗切斯科·莫奇

#### 北走道
- 在北走道的第一個小教堂展示米開朗基羅的成名作《聖殤》。
- 在右走道的第一個大墩則是克里斯蒂娜女王的紀念碑，她於1654年退位以皈依天主教。
- 第二個小教堂則獻給圣巴斯弟盎，裡面有著教宗庇護十一世和庇護十二世的雕像。祭壇下方的空間曾教宗依諾增爵十一世的安息之地，但他的遺體於2011年4月8日移至變容祭壇。這樣做是為了給教宗若望保祿二世的遺體讓路。 2011年5月2日，若望保祿二世的遺體被放置在祭壇下方。
- 右邊過道上的大禮拜堂是聖禮禮拜堂，裡面有貝尼尼於1664年所做的的聖幕，類似於坦比哀多禮拜堂的小廟，由兩個跪著的天使支撐，並存有皮埃特羅·達·科爾托納的《三位一體》。
- 靠近救助聖母祭壇的是卡米洛·魯斯科尼（英语：Camillo Rusconi）於1723年所製作的教宗額我略十四世及額我略十三世的紀念碑。走道的盡頭是一個祭壇，裡面放著早期基督教聖人聖彼得羅尼利亞（英语：Saint Petronilla）的遺物和圭尔奇诺1623年的《聖彼得羅尼利亞的葬禮》。

#### 南走道
- 南走道的第一個小教堂是洗禮堂，是由教宗依諾增爵十二世委託，由卡洛·豐塔納（英语：Carlo Fontana）設計，由曾經存放哈德良皇帝的紫色斑岩石棺蓋改造雕刻而成，頂部設有“天主的羔羊”的鍍金青銅雕像。
- 南走道第一個大墩對面是皇家斯圖亞特紀念碑：以紀念詹姆斯·弗朗西斯·爱德华·斯图亚特查尔斯·爱德华·斯图亚特及亨利·本篤·斯圖亞特。該碑是由安東尼奧·卡諾瓦於1819年設計，對面則是詹姆斯的妻子瑪麗亞·克蕾門蒂娜·索別斯卡的紀念碑。第二個小教堂則有教宗本篤十五世和若望二十三世的紀念碑，其對面是教宗庇護十世和依諾增爵八世的陵墓。
- 南走道旁邊的大禮拜堂是合唱團禮拜堂，裡面有聖母無染原罪祭壇。在聖器收藏室的入口處是教宗庇護八世的墳墓，南耳堂包含聖多默、聖若瑟和聖伯多祿受難的祭壇。
- 走道盡頭，位於祭壇和後殿之間左後方則是教宗亞歷山大七世的墳墓，由貝尼尼設計，羣雕中間最高處是亞歷山大七世的雕像。旁邊則圍繞四位聖者，曾被英國作家詹姆斯·李斯-米恩（英语：James Lees-Milne）稱為“巴洛克時代最偉大的墳墓之一”。[42]

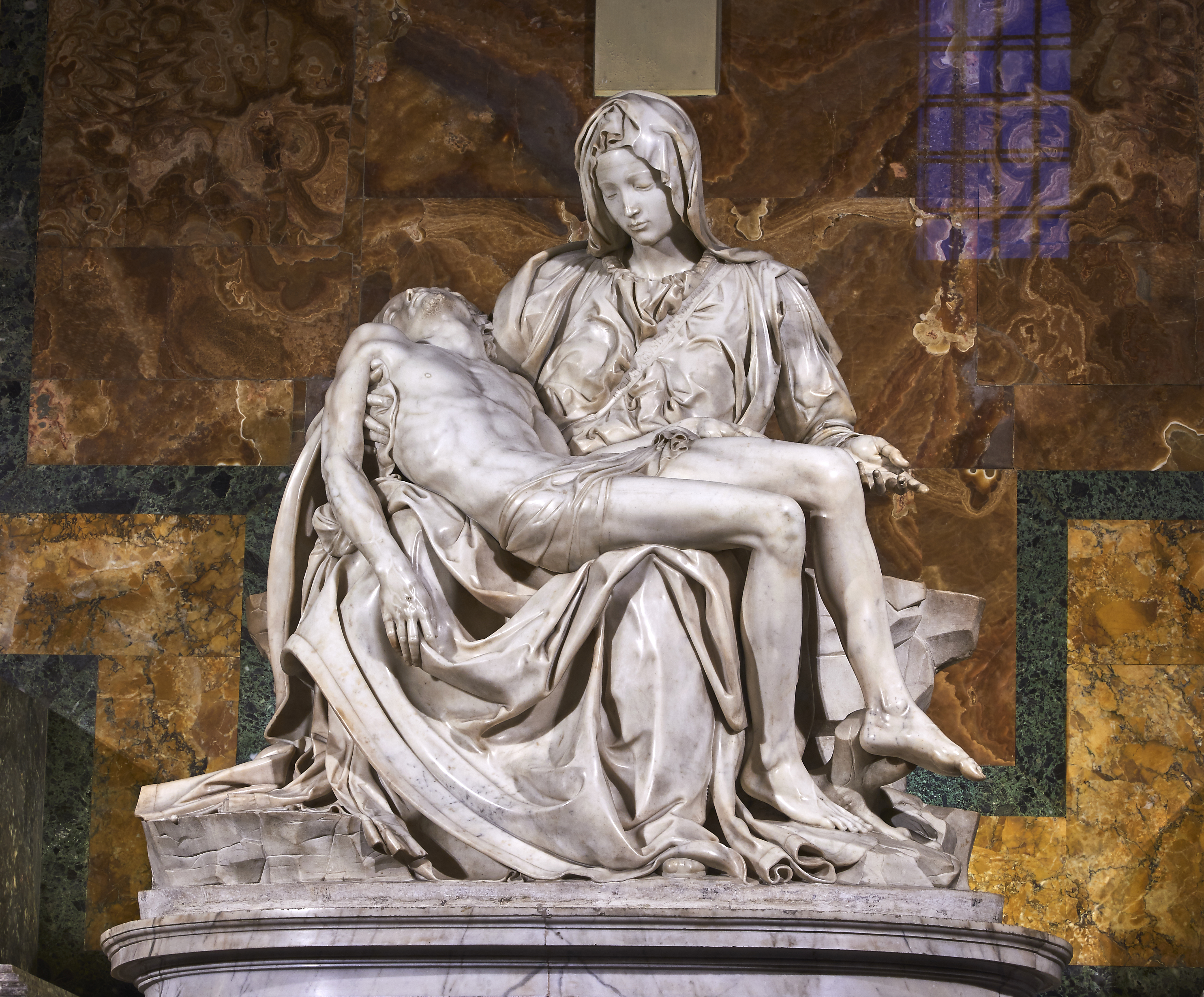
《聖殤》，米開朗基羅
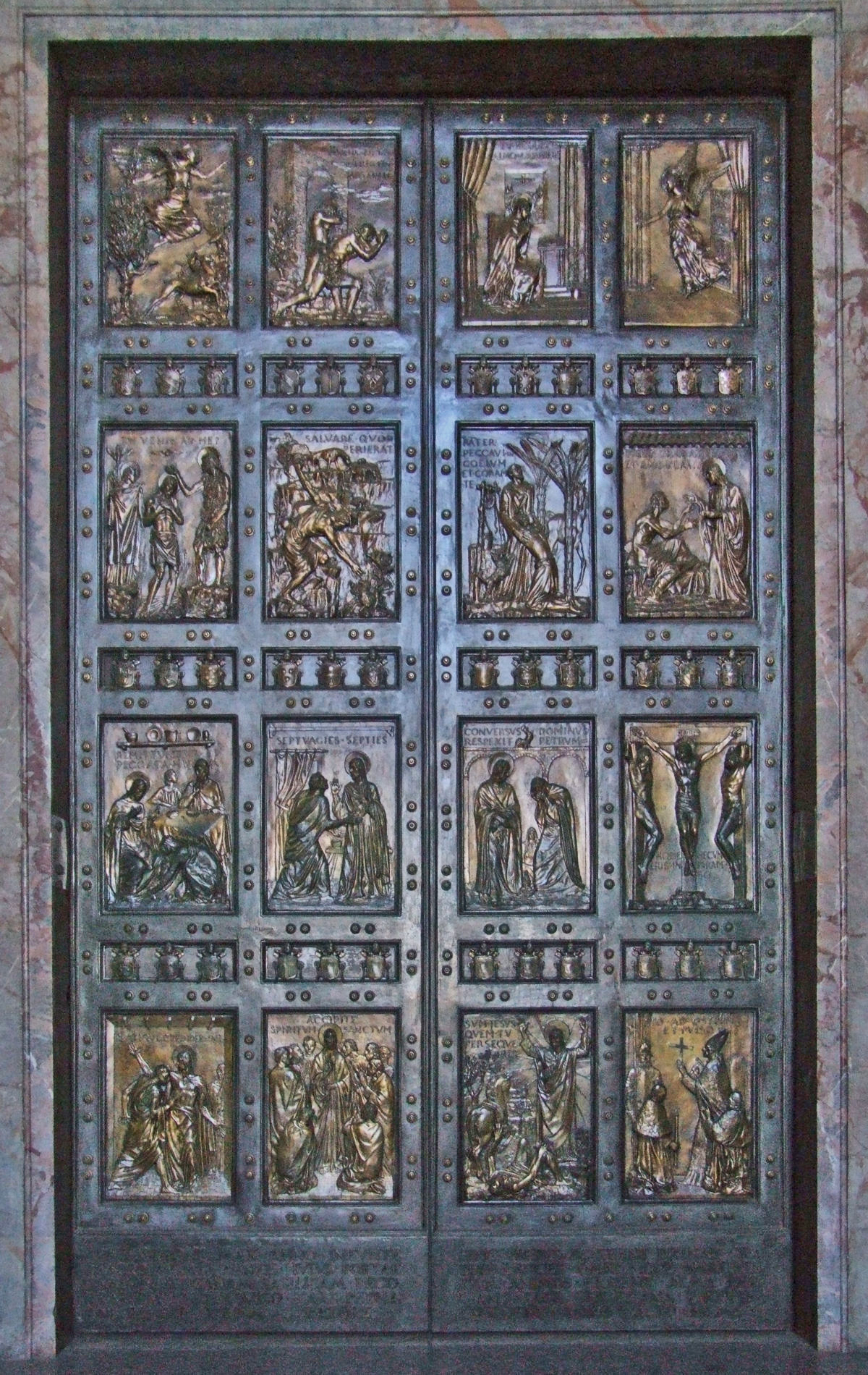
聖門只為盛大的慶祝活動而打開
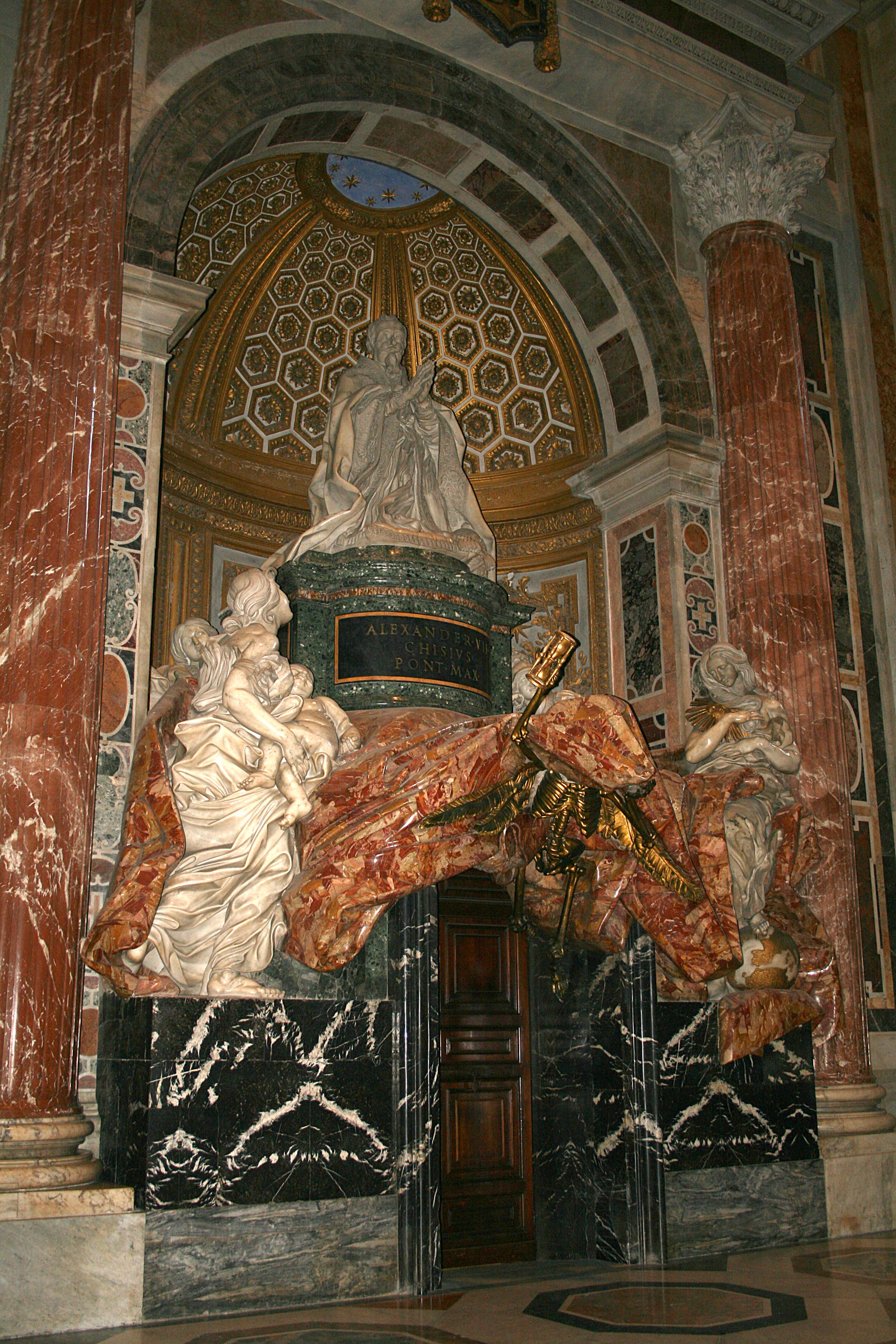
亞歷山大七世之墓，吉安·洛倫佐·貝尼尼，1671–1678 年。
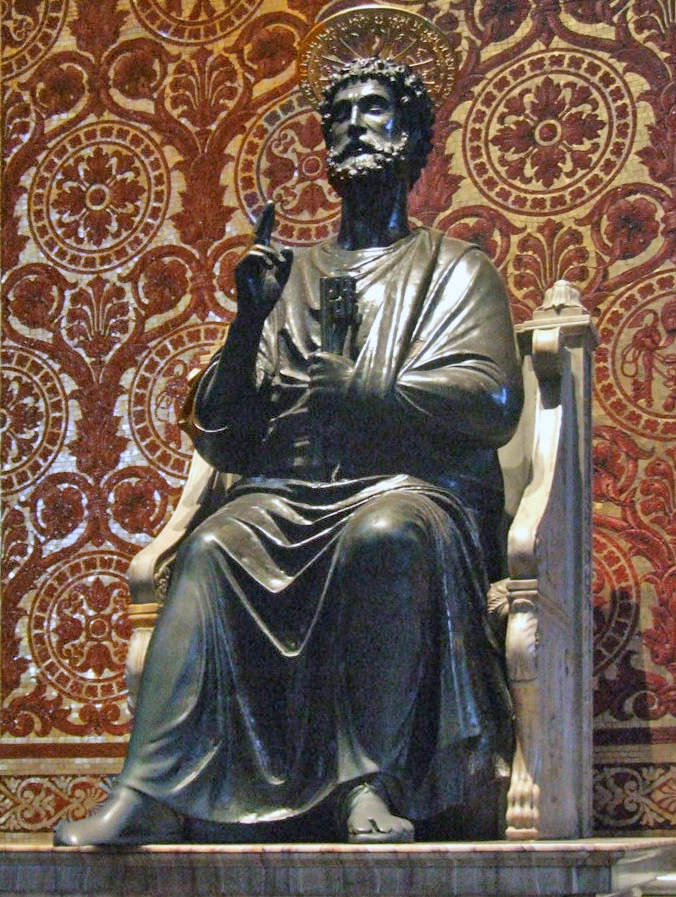
手持天堂鑰匙的聖伯多祿青銅雕像，阿諾爾·迪·坎比奧。

## 圖集

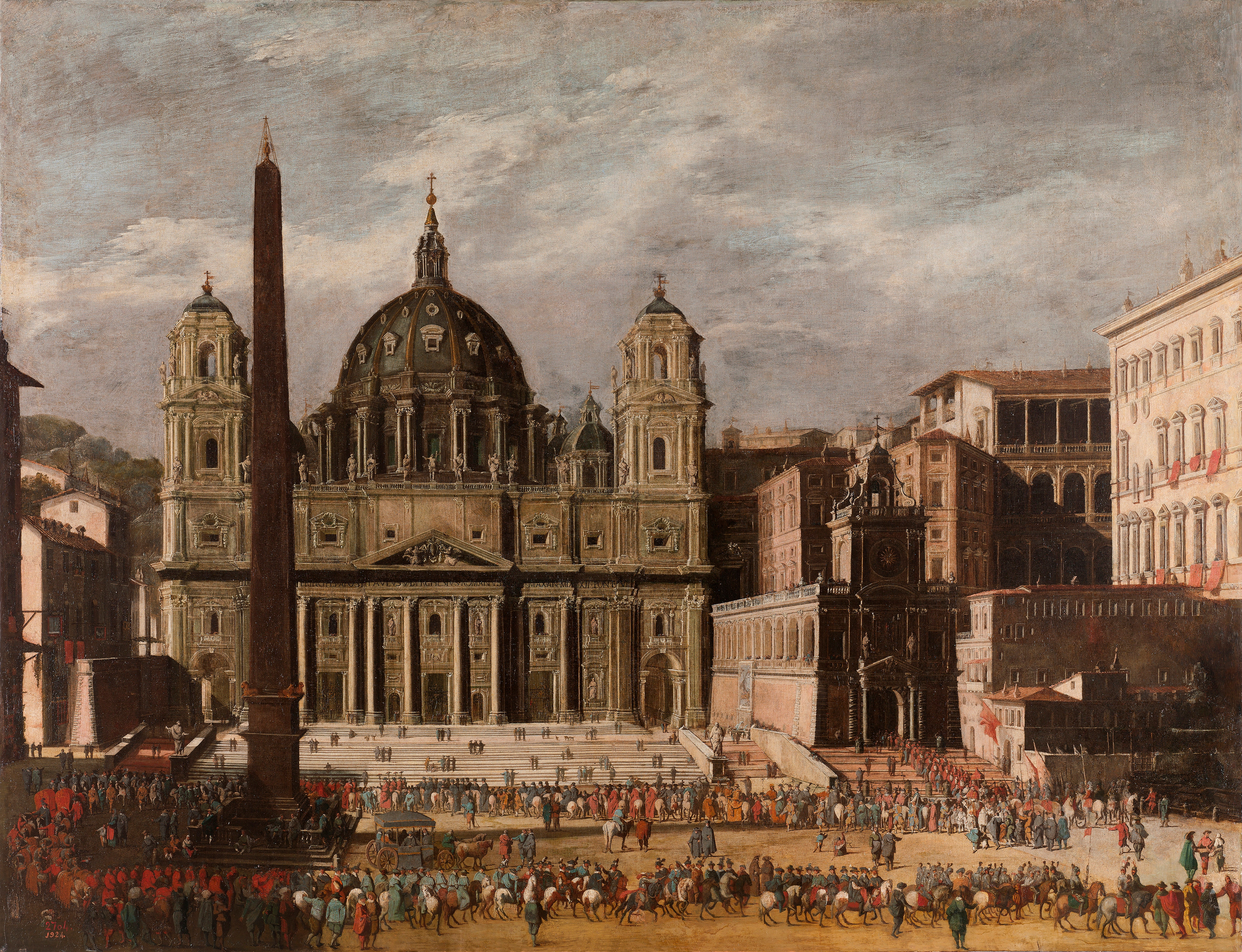
聖伯多祿大殿於1630年完工不久的樣貌（Viviano Codazzi 畫）
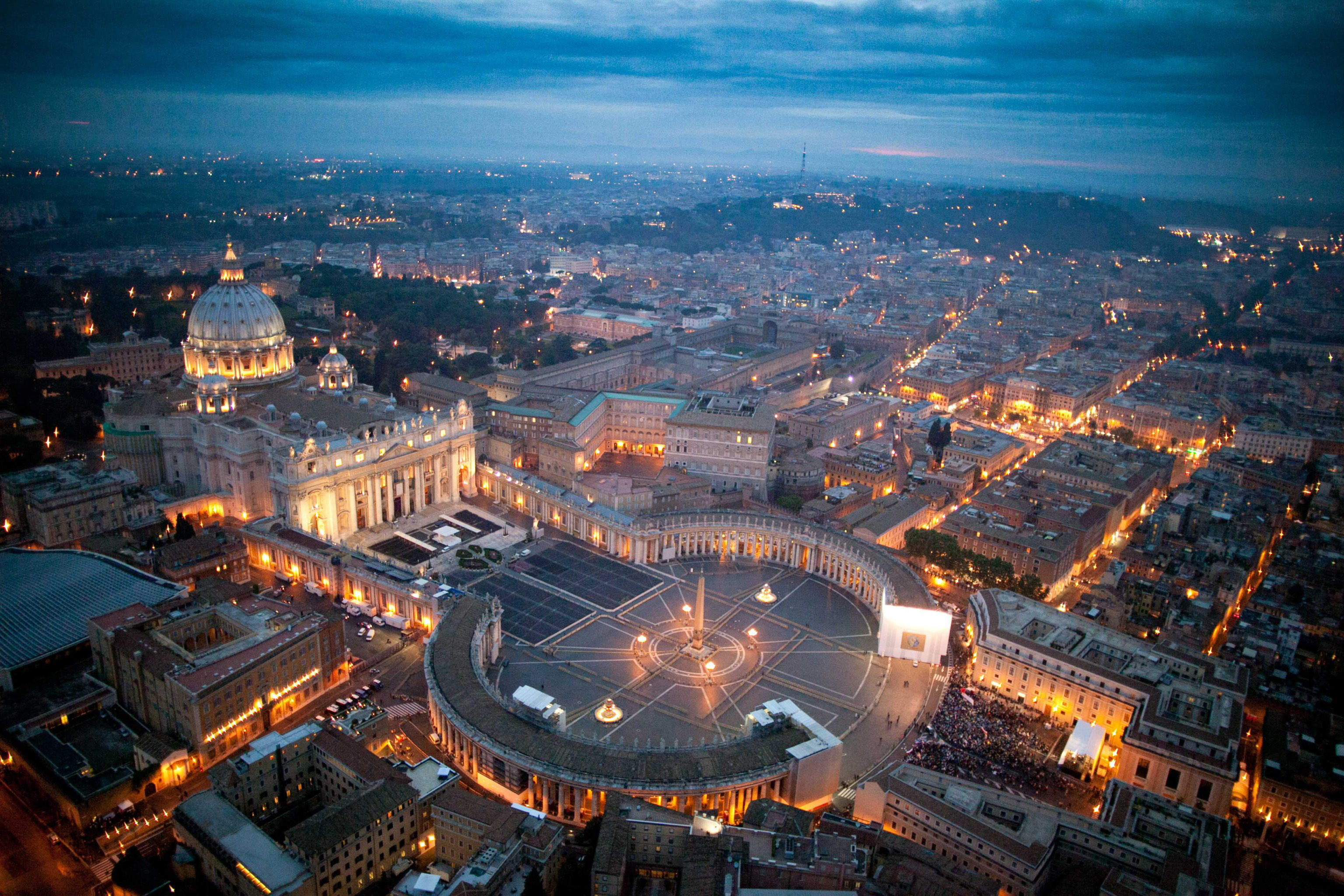
夜晚的聖伯多祿大殿
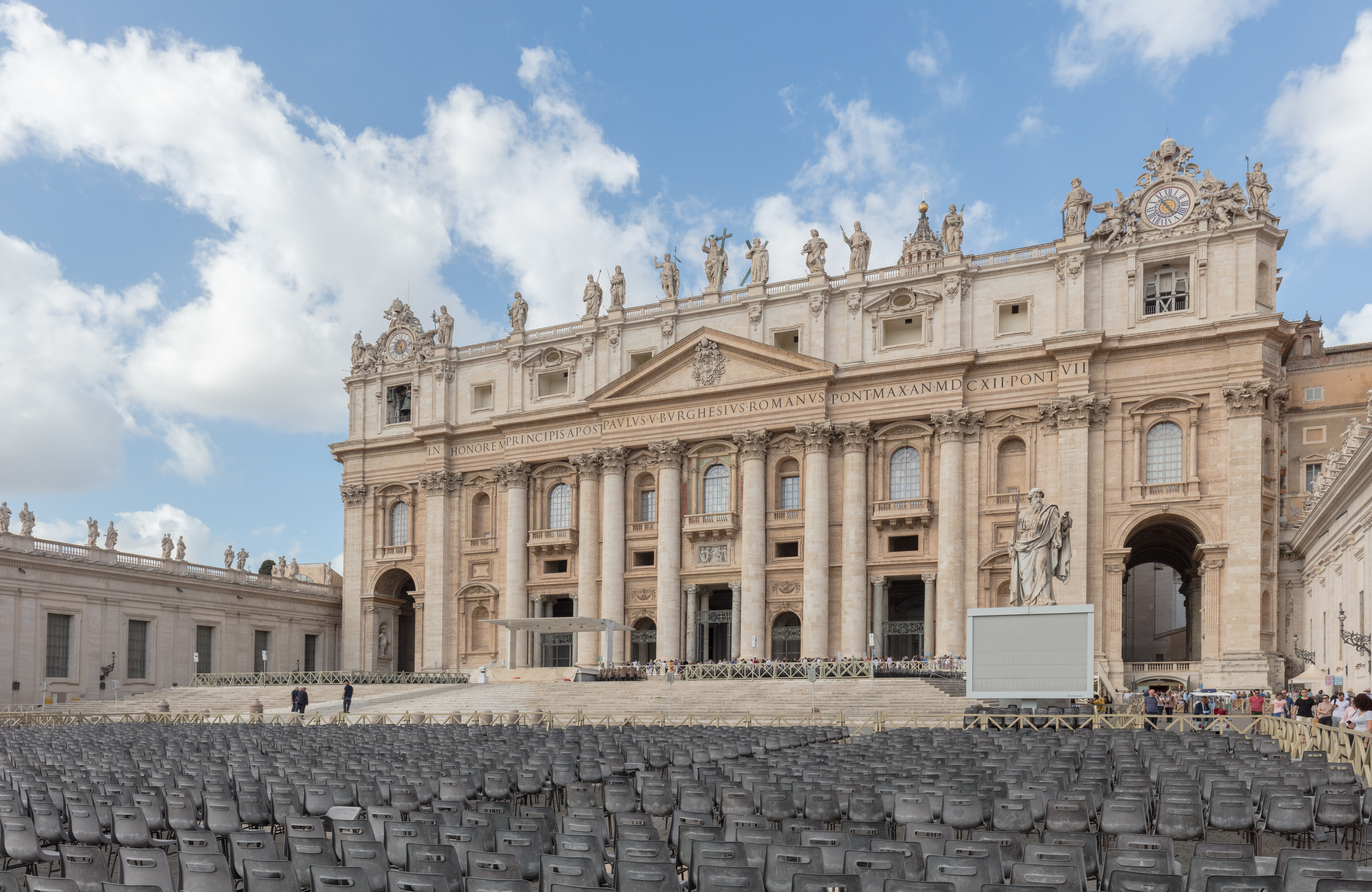
大殿正面
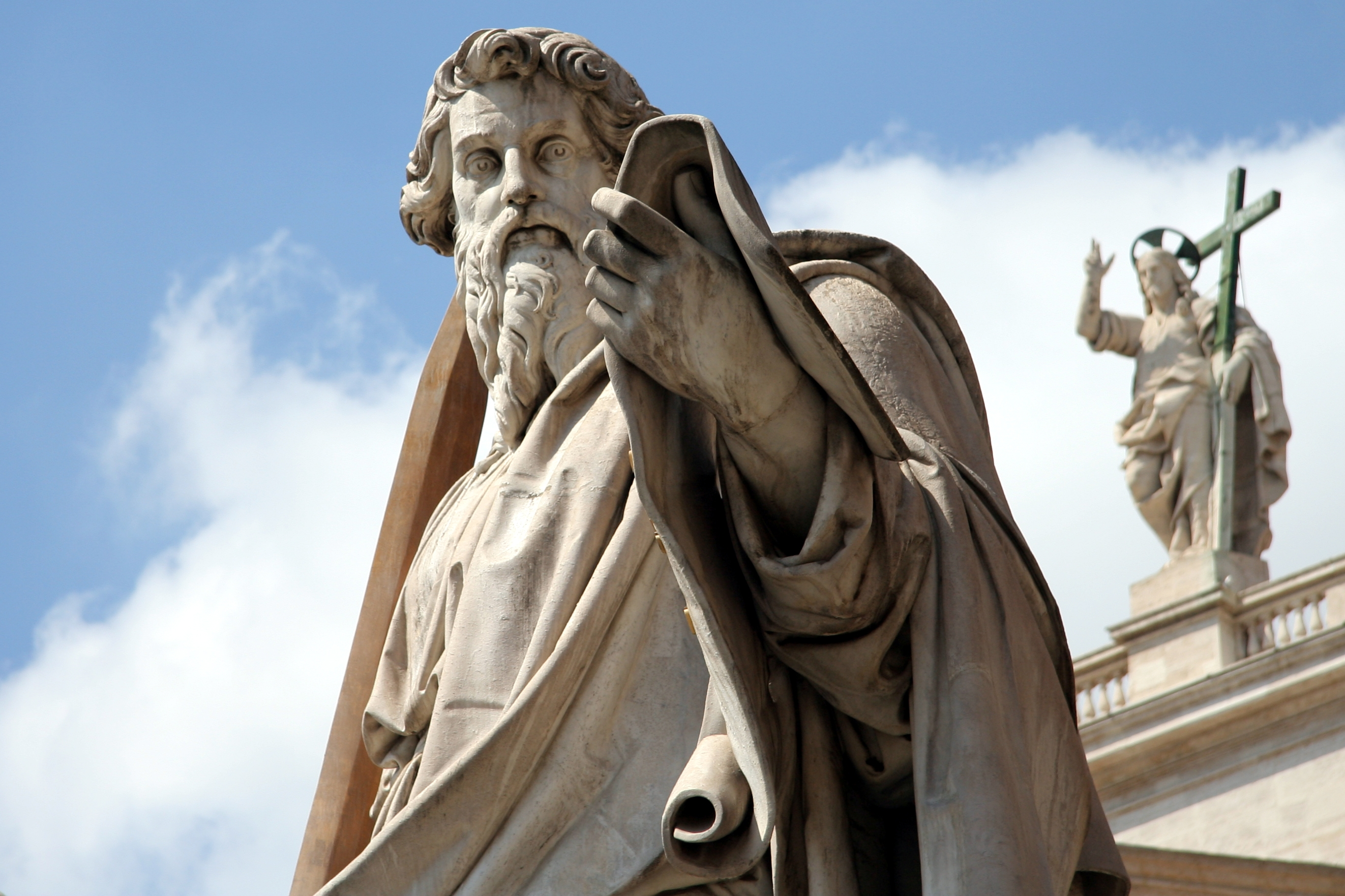
大殿正門前的伯多祿雕像
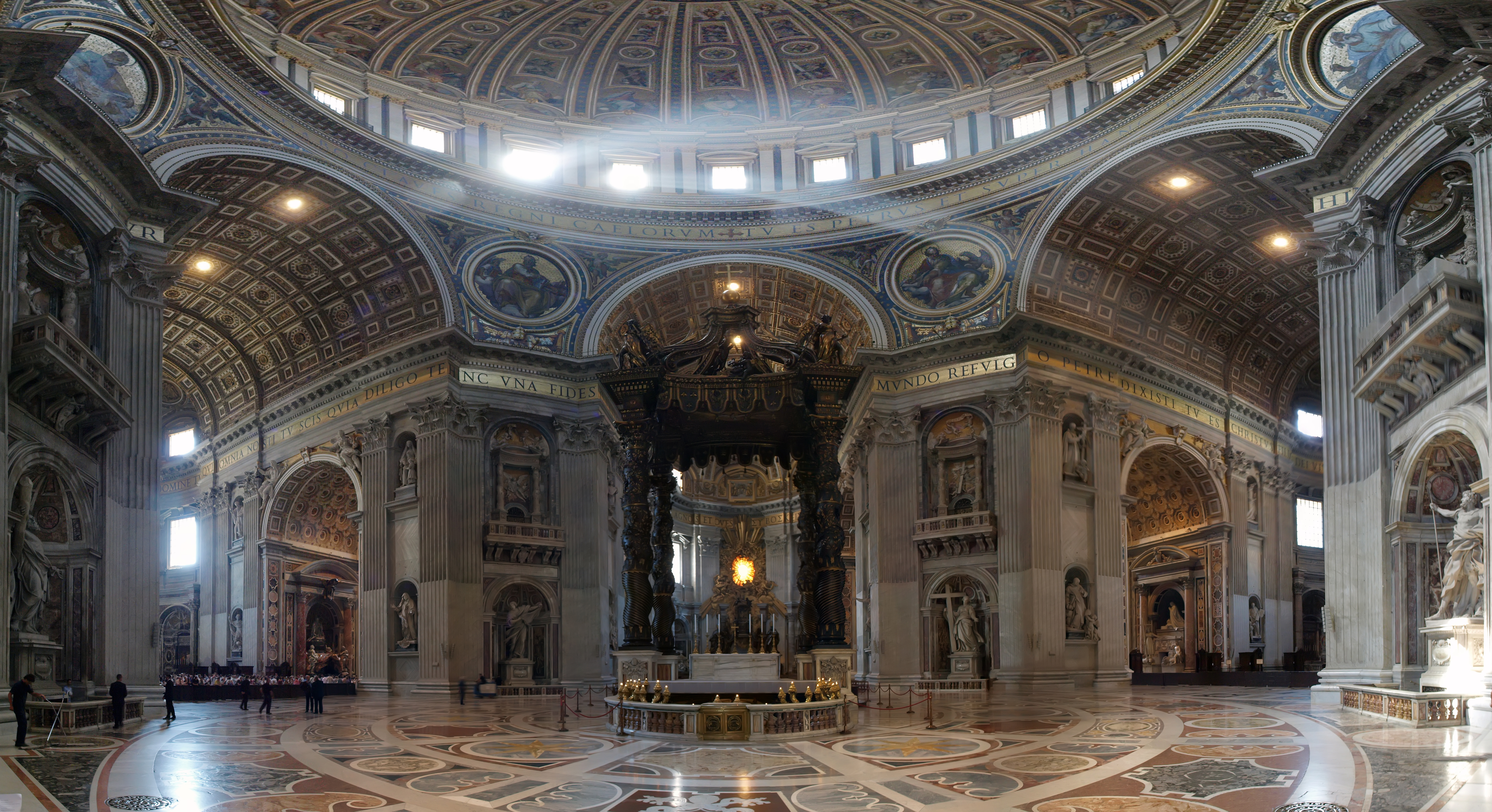
大殿內部景觀，其中祭壇位於中央

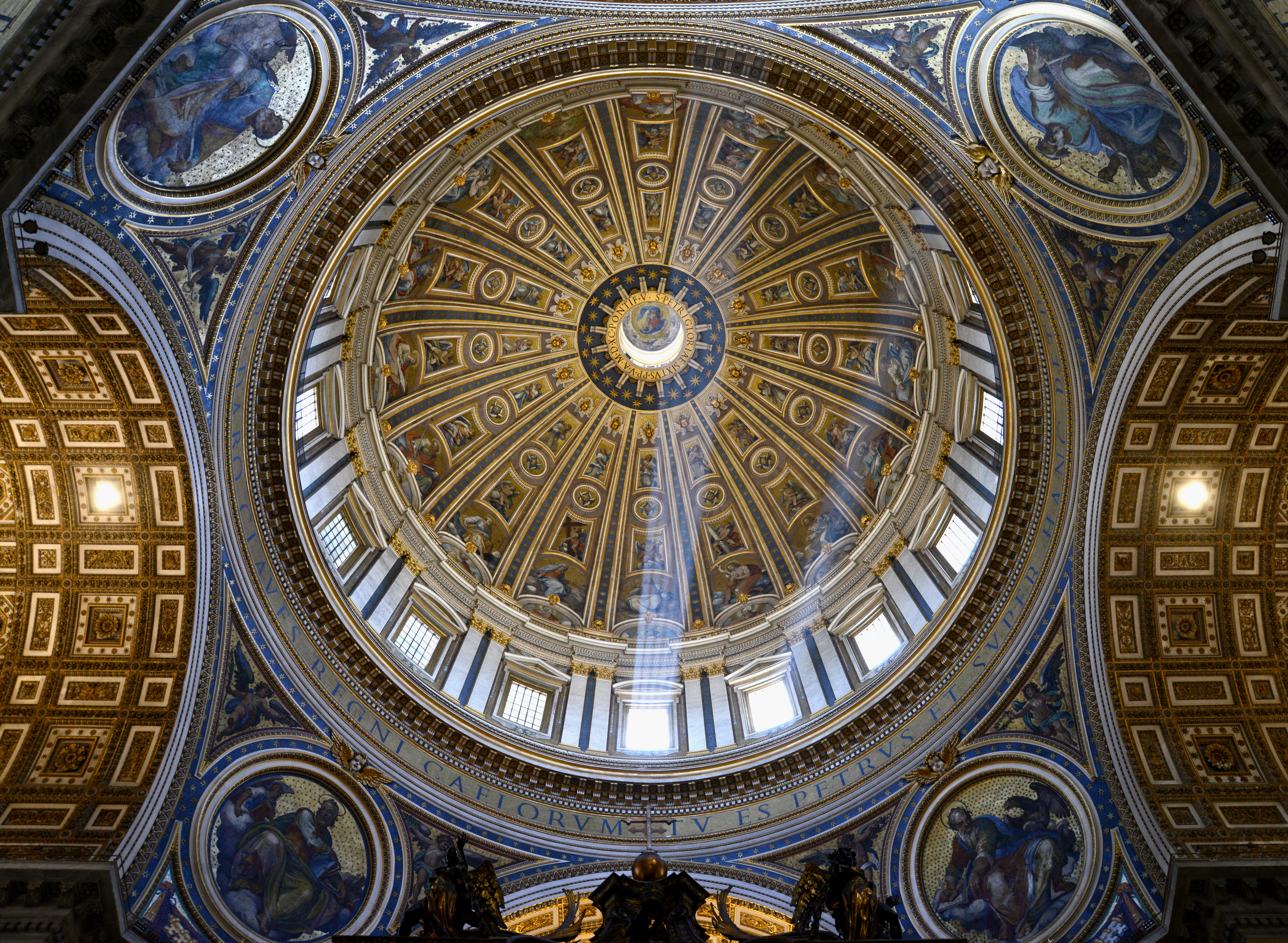
大殿穹頂
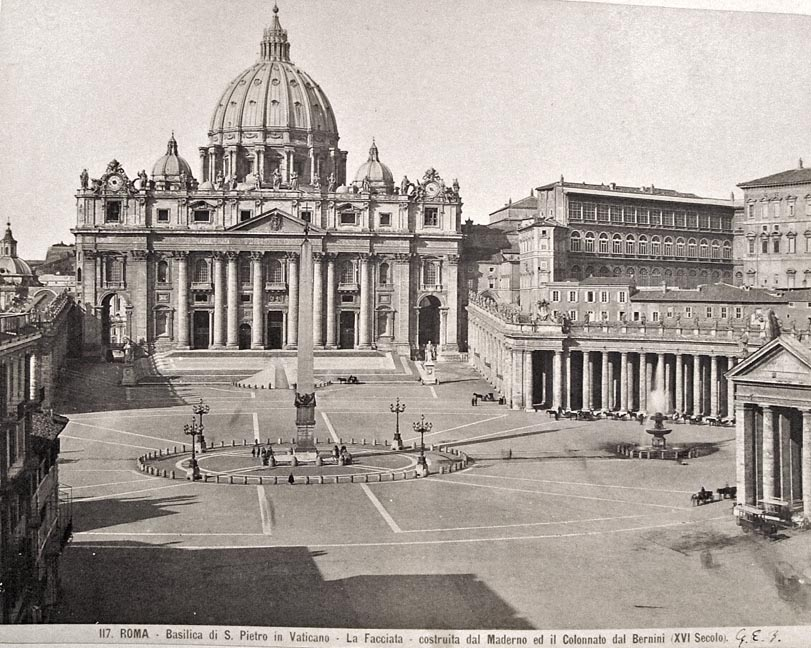
1870年代的聖伯多祿大殿
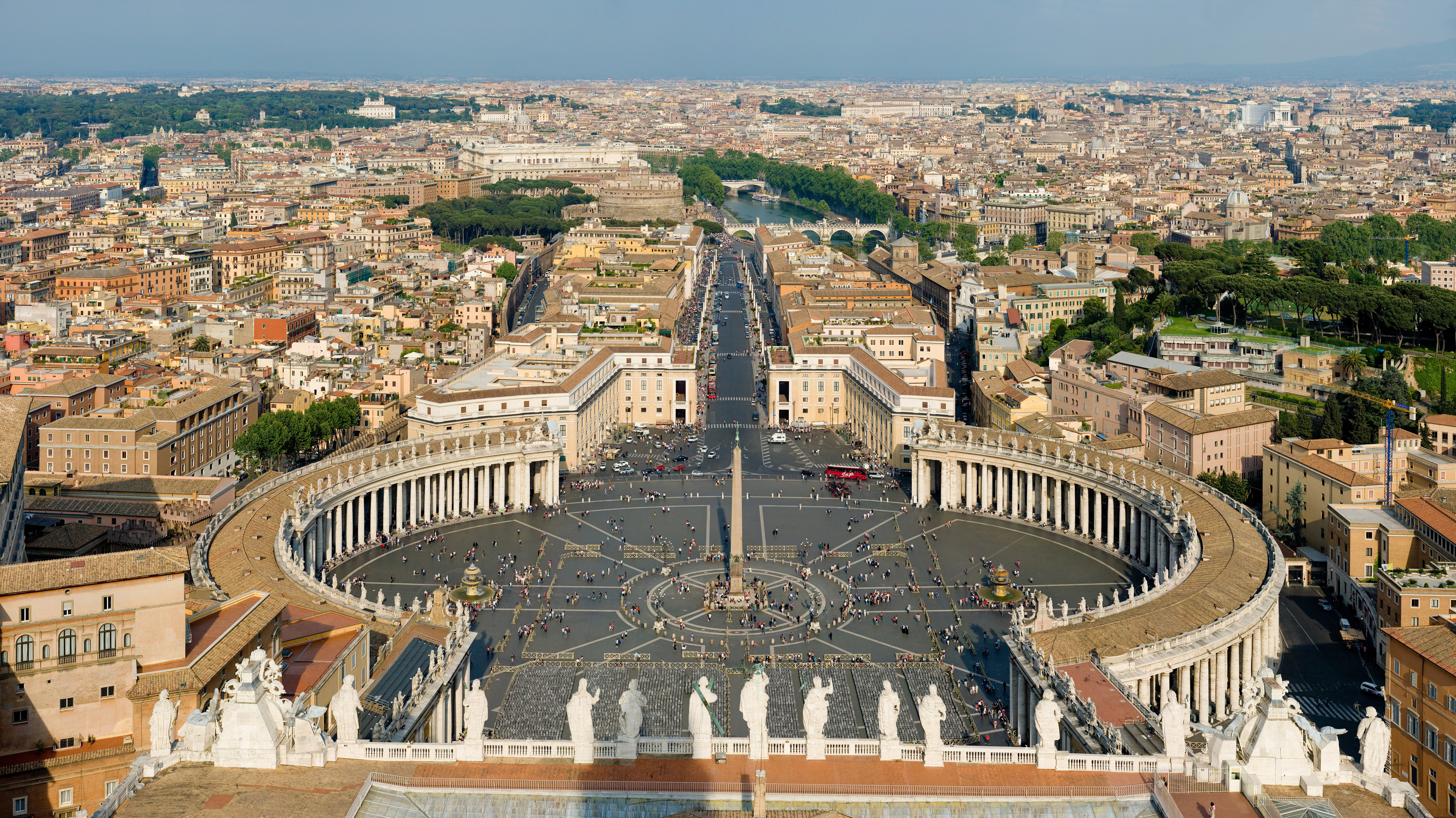
圣伯多禄广场
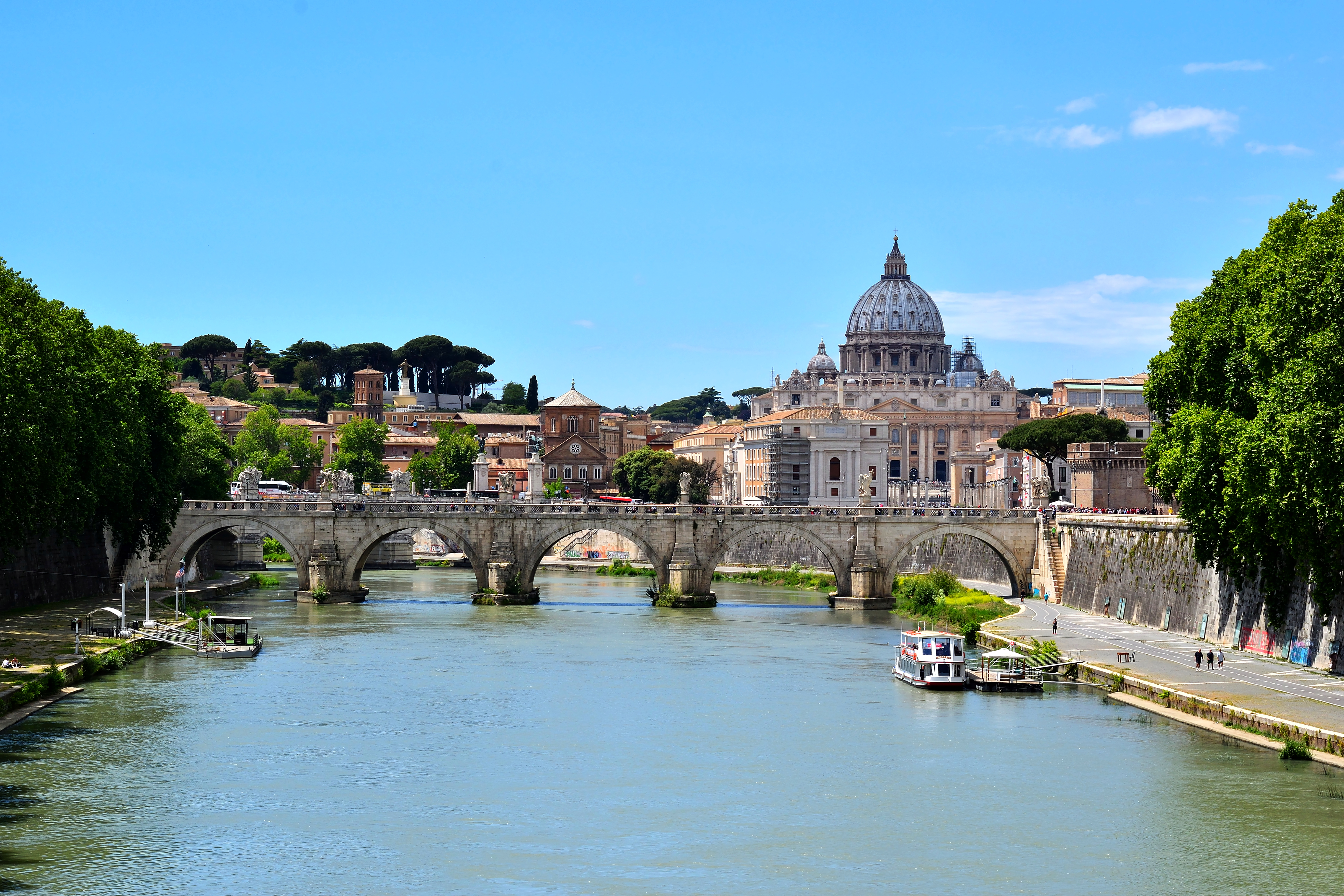
從翁貝托一世橋看聖伯多祿大殿

## 規格
- 大教堂的建造成本：超過 46,800,052達克特[43]
- 地理位置: 聖壇為西，中殿及入口為東
- 總長度: 730英尺（220）
- 總寬度: 500英尺（150）
- 包括前廳在內的內部總長度: 693.8英尺（211.5）,[2]超過1⁄8英里.
- 內部橫向平面長度: 451英尺（137）[2]
- 中殿寬度: 90.2英尺（27.5）[2]
- 集會場寬度: 78.7英尺（24.0）[2]
- 橫斷面的內部寬度: 451英尺（137）[2]
- 中殿內部高度: 151.5英尺（46.2） high[2]
- 總面積: 227,070平方英尺（21,095平方）, more than 5英畝（20,000平方）.
- 內部區域: 163,182.2平方英尺（3.75英畝；15,160.12平方）[2]
- 從走道到十字路口的高度: 448.1英尺（136.6）[1]
- 正面: 167英尺（51）高，及375英尺（114）寬
- 前廳: 232.9英尺（71.0）寬， 44.2英尺（13.5）深， 91.8英尺（28.0） 高[2]
- 內部柱子和壁柱: 92英尺（28）高
- 中央大墩周長: 240英尺（73）
- 穹頂外徑: 137.7英尺（42.0）[2]
- 圓頂: 周長630英尺（190），高65.6英尺（20.0）, 從地面上升240英尺（73）
- 屋頂燈籠: 63英尺（19） 高
- 球和十字架: 8和16英尺（2.4和4.9）分別
- 聖伯多祿廣場總面積 1,115英尺（340）長，787.3英尺（240.0）寬[2]
- 柱廊的每個扶壁 306英尺（93）長, 64英尺（20）高
- 柱廊有284根柱子、88根壁柱和140座雕像[2]
- 方尖碑: 83.6英尺（25.5），帶底座的總高度 132英尺（40）.
- 方尖碑的重量: 360.2短噸（326,800；720,400磅）[2]

## 註解
1. 1 2  非洲的亚穆苏克罗和平之后大殿拥有更高的穹顶，长度和宽度也超过聖伯多祿大殿。不过，后者的测量还包括严格说来并不属于教堂的主教府和别墅，而且其容量只有18,000人，远低于聖伯多祿大殿的60,000人。

## 擴展閱讀
- Inside the Vatican （页面存档备份，存于）, a National Geographic Television Special
- UNESCO website on the Holy See （页面存档备份，存于）.
- Bannister, Turpin.  “The Constantian Basilica of Saint Peter at Rome.” The Journal of the Society of Architectural Historians (March 1968) 3-32.
- Boorsch, Suzanne.  “The Building of the Vatican: The Papacy and Architecture.”  The Metropolitan Museum of Art Bulletin (Winter 1982) 1-2;4-64.
- Finch, Margaret.  The Cantharus and Pigna at Old Saint Peter’s.  Gesta (1991).
- Frommel, Christoph.  “Papal Policy: The Planning of Rome during the Renaissance.”  Journal of Interdisciplinary History. (Summer 1986) 39-65.
- Kleiner, Fred and Christin Mamiya.  Gardner’s Art Through the Ages: The Western Perspective.  v2. 12th edition.  (Thomas Wadsworth, 2006), 499-500, 571-575.
- McClendon, Charles.  The History of the Site of St. Peter’s Basilica, Rome.  Perspecta. (1989) 32-65.
- Lees-Milne, James. St. Peter's Little Brown and Co. (1967) （页面存档备份，存于）
- Norwich, John Julius ed. Great Architecture of the World. New York: Random House, 1975.ISBN 978-0-394-49887-4. NA200.G76.
- [英] 凯斯·米勒. . 郑明萱 译. 清华大学出版社. 2012. ISBN 9787302291428. （原始内容存档于2013-12-11）.